# NHK福井放送局
NHK福井放送局（日语：NHK福井放送局），又译NHK福井广播电视台，是日本放送協會位於福井縣福井市、負責主管福井縣當地事務的地方广播电视台（放送局）。

## 频道频率一览

### 电视频道
- NHK综合频道（呼号JOFG-DTV）：
- NHK教育频道（呼号JOFC-DTV）：

### 广播频率
- NHK第一套广播（呼号JOFG）：
- NHK第二套广播（呼号JOFC）：
- NHK调频广播（呼号JOFG-FM）：